# 布拉德利鎮區 (阿肯色州范布倫縣)
布拉德利鎮區（英語：Bradley Township）是位於美國阿肯色州范布倫縣的一個行政鎮區。

## 地方資料
布拉德利鎮區的面積為97.76平方千米，當中陸地面積為97.57平方千米，而水域面積為0.19平方千米。根據2010年美國人口普查的數據，當地共有人口1237人，而人口密度為每平方千米12.65人。